# Vaccinium parvifolium
Vaccinium parvifolium ("Red Huckleberry") ist eine Art aus der Gattung der Heidelbeeren (Vaccinium), die im Westen Nordamerikas beheimatet ist.

## Verbreitung und Lebensraum
Vaccinium parvifolium wächst verbreitet in Wäldern vom südöstlichen Alaska und dem südlichen British Columbia über die westlichen Teile von Washington und Oregon südwärts bis nach Zentral-Kalifornien, meist in niedrigen bis mittleren Höhenlagen (0–1.820 m) auf Böden, welche verrottendes oder zersetztes Holz enthalten. In der Oregon Coast Range ist sie die häufigste Vaccinium-Art.

## Merkmale
Es handelt sich um sommergrüne Sträucher mit einer Höhe von bis zu vier Metern mit hellgrünen Trieben, welche einen kantigen Querschnitt aufweisen. Die Blätter sind elliptisch bis länglich-elliptisch, 9–30 mm lang und 4–16 mm breit und besitzen einen glatten Rand. Die Blüten sind gelb-weiß bis rosig-weiß mit rosa, zusammengedrückt glockenförmig und 4–5 mm lang. Die Frucht ist eine essbare rote bis orangefarbene Beere mit einem Durchmesser von sechs Millimetern.

## Verwendung
Die Indianer schätzten die Pflanze aufgrund ihrer vielseitigen Verwendbarkeit. Die hellroten sauren Beeren wurden ausgiebig ganzjährig als Nahrungsmittel genutzt. Frische Beeren wurden in großen Mengen gegessen oder als Fischköder genutzt, da sie eine gewisse Ähnlichkeit mit Lachseiern aufweisen. Beeren wurden gleichfalls für die spätere Verwendung getrocknet. Getrocknete Beeren wurden geschmort und als Soßenzutat genutzt oder – mit Lachsrogen und Öl vermischt – als Festspeise im Winter verzehrt.
Aus Rinde und Blättern wurde ein bitteres Erkältungsheilmittel gebraut, sie wurden zu Tee verarbeitet oder geraucht. Die Äste wurden zu Reisigbesen verarbeitet, während die Zweige genutzt wurden, um die Blätter des Amerikanischen Stinktierkohls in Beerenkörben festzuheften.
Die Huckleberrys können frisch oder getrocknet gegessen oder zu Tee oder Fruchtgelee verarbeitet werden.

## Anbau
Vaccinium parvifolium wird in spezialisierten Fachgärtnereien als Zierpflanze kultiviert: zur Verwendung im Landschaftsbau, in Pflanzungen einheimischer Arten (namentlich in Kalifornien) und in Wildgärten sowie in Renaturierungsprojekten. Eine weitere gleichfalls kultivierte Art ähnlicher Größe und Lebensräume ist Vaccinium ovatum (Evergreen Huckleberry).
Als Nutzpflanze wird sie (ebenso wie die anderen Vaccinium-Huckleberrys im westlichen Nordamerika) aktuell nicht in der intensiven Landwirtschaft verwendet, obwohl es Bestrebungen dazu gab. Die Art erfordert saure Böden (pH-Wert 4,5–6) und toleriert keine Störungen im Wurzelbereich.

## Galerie

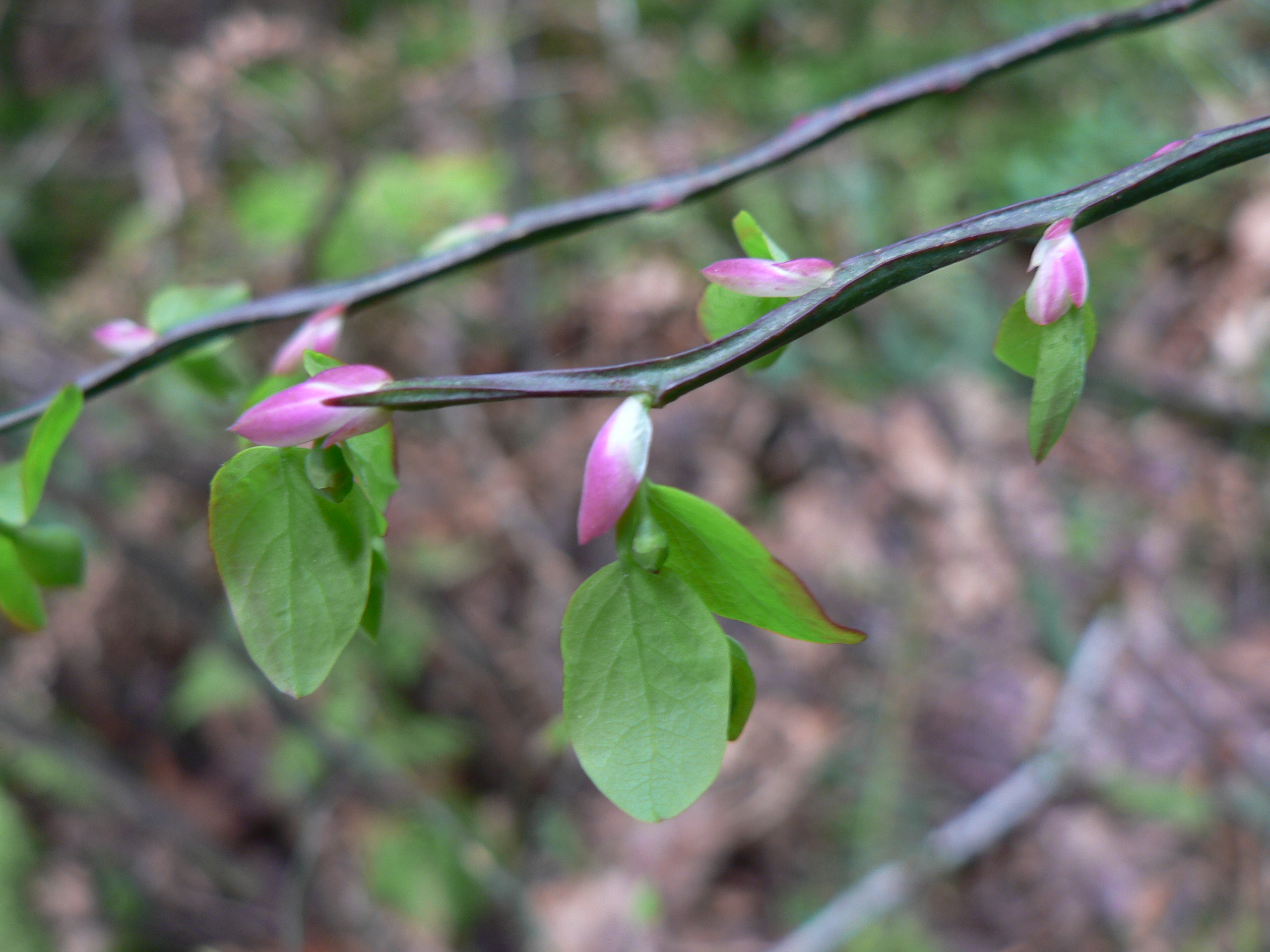
Frisch entfaltete Blätter
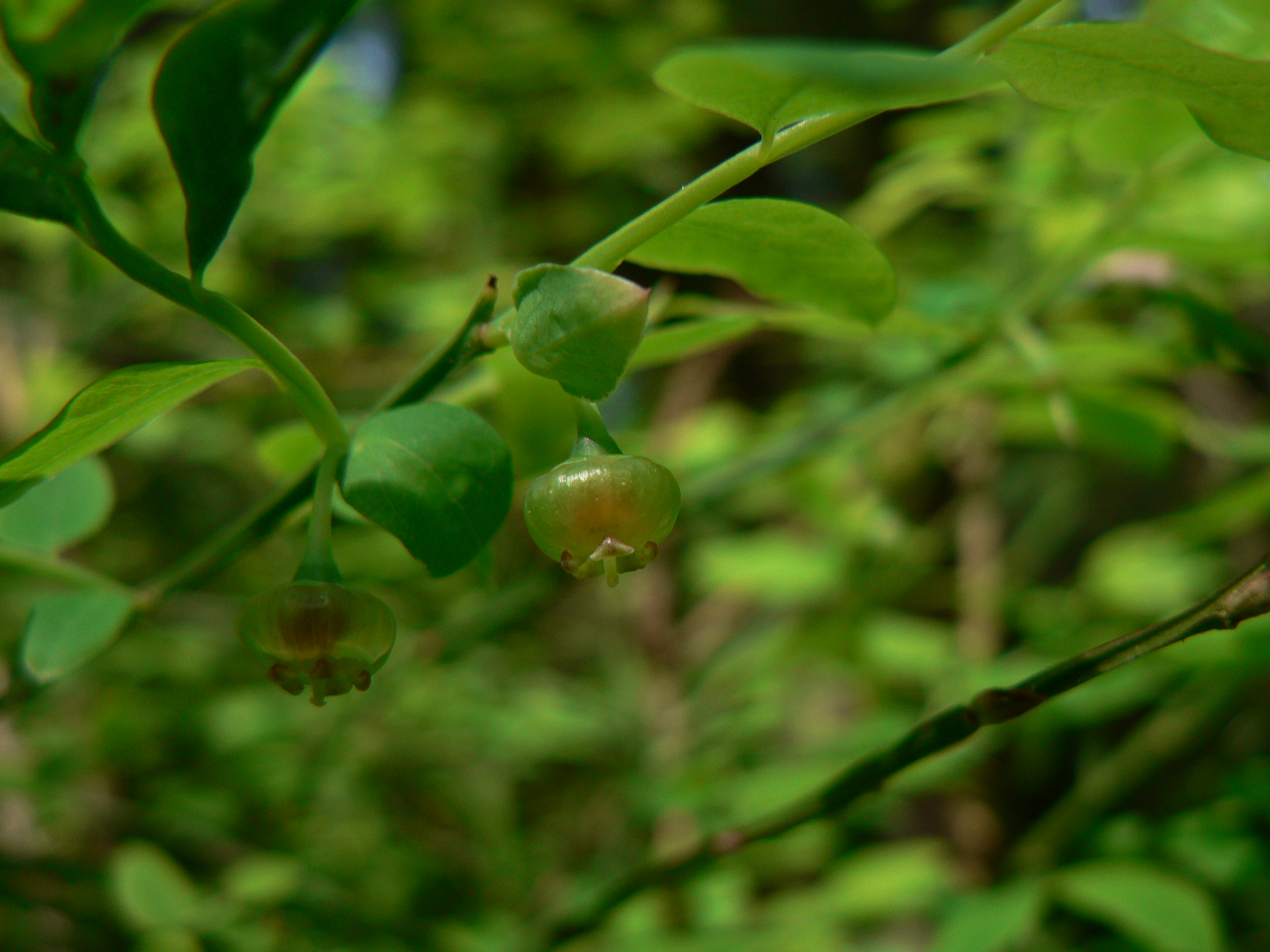
Blüten
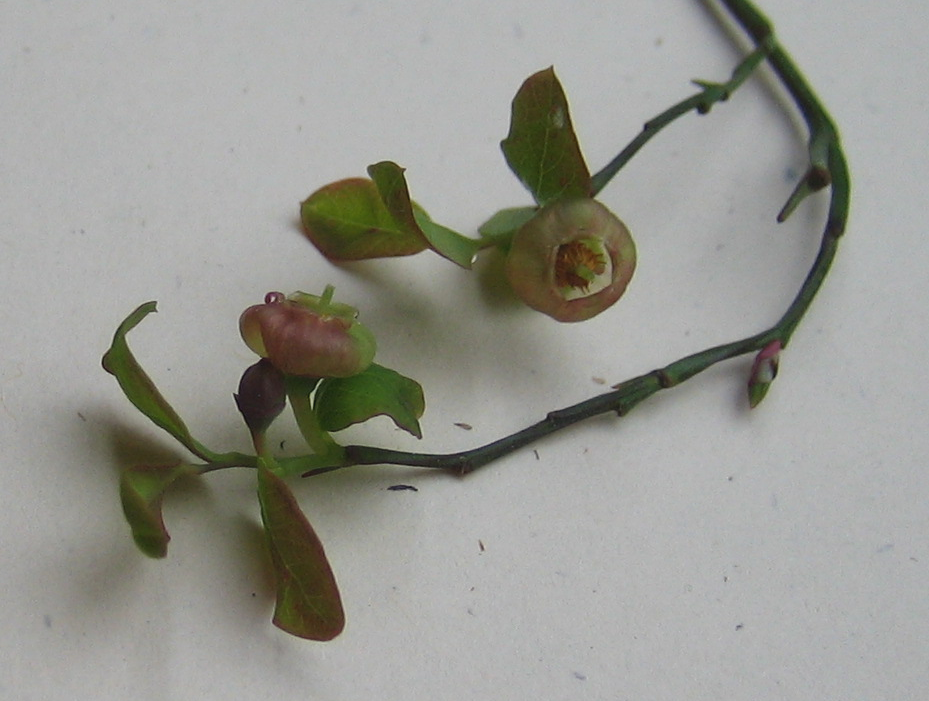
Blüten
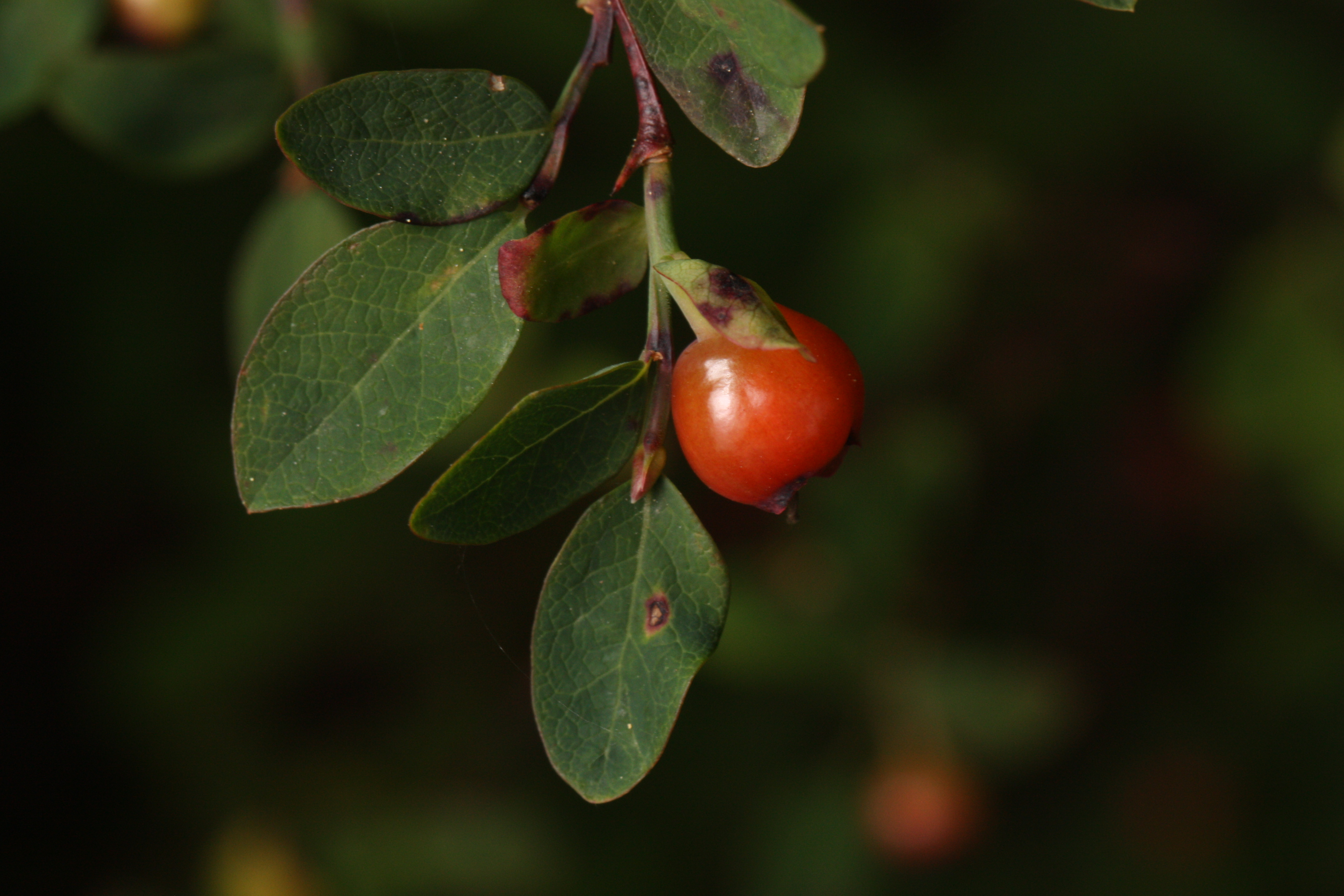
Blätter mit Frucht